# Villa Cerro Catedral
Villa Catedral o Villa Cerro Catedral es una localidad argentina del Departamento Bariloche, provincia de Río Negro. Está ubicada a 17 km de la ciudad de San Carlos de Bariloche. Se encuentra en la base del Cerro Catedral y tiene una superficie de 29 km².
La villa posee una gran actividad durante los meses de junio, julio, agosto y septiembre durante los cuales la estación de esquí del cerro Catedral recibe a miles de turistas y esquiadores.

## Población
Contó con 88 habitantes (Indec, 2010), lo que representó un incremento del 3,5% frente a los 85 habitantes (Indec, 2001) del censo anterior. Esta cifra incluyó a Villa América.
El censo 2022 registró una población de 181 habitantes que se repartieron entre 102 hombres y 79 mujeres. Sin embargo, las cifras obtenidas fueron estimativas solo teniendo en cuenta a la población en viviendas particulares; es decir, excluyendo del dato a la población institucional y las personas sin hogar. Gracias a este censo también fue posible conocer su densidad y tamaño urbano.
| Gráfica de evolución demográfica de Villa Cerro Catedral entre 1991 y 2022 |
|                                                                            |
| Fuente: Censos nacionales del INDEC                                        |